# Oblężenie Akki (1799)
Oblężenie Akki – trwające od 20 marca do 21 maja 1799 roku oblężenie, mające miejsce podczas wyprawy napoleońskiej do Egiptu.

## Geneza
Po zdobyciu Jafy i masakrze 3000 jeńców tureckich, wojska francuskie skierowały się w stronę Akki, kolejnej dużej warowni, która torowała drogę Napoleonowi na północ.

## Oblężenie
Generał zażądał natychmiastowego poddania garnizonu. Jezzar Pasza, przywódca Arabów, słynący z okrucieństwa wobec swoich podkomendnych odrzucił propozycję. Taktyka przewidywała dwa rozwiązania: pierwsze z nich to szturm. Jednak to graniczyło z cudem, gdyż Akka była kilkupoziomową twierdzą. Drugie to rozbicie obozu i zagłodzenie Arabów. Niestety, ale ta opcja nie mogła wejść w życie, gdyż garnizon był dobrze wyposażony ze strony morza, na którym królowali Brytyjczycy. Komodor William Sydney Smith dostarczał oblężonym także armaty i dodatkowe jednostki. Sam okopał się na małej wysepce przy brzegu. W obronie Akki wsławił się Haim Farhi, żydowski doradca Jezzara, który nadzorował przygotowania do odparcia kolejnych francuskich szturmów. Po kilkunastu natarciach, Napoleon postanowił wprowadzić specjalny dekret, w którym za każdą znalezioną kulę armatnią, żołnierze otrzymywali większy żołd. W końcowej fazie bitwy, generał Caffarelli, dowódca korpusu inżynieryjnego, został poważnie ranny. Kula armatnia urwała mu ramię, co spowodowało jego śmierć. Został pochowany na cmentarzu pod miastem. Napoleon stwierdził, że dalsza walka nie ma sensu i wycofał się do Egiptu. Oblężenie Akki było pierwszą potyczką, którą Bonaparte przegrał. Jednak do Kairu trafiły kłamliwe wieści, głoszące, że Francuzi zdobyli miasto i „nie pozostawili kamienia na kamieniu”.

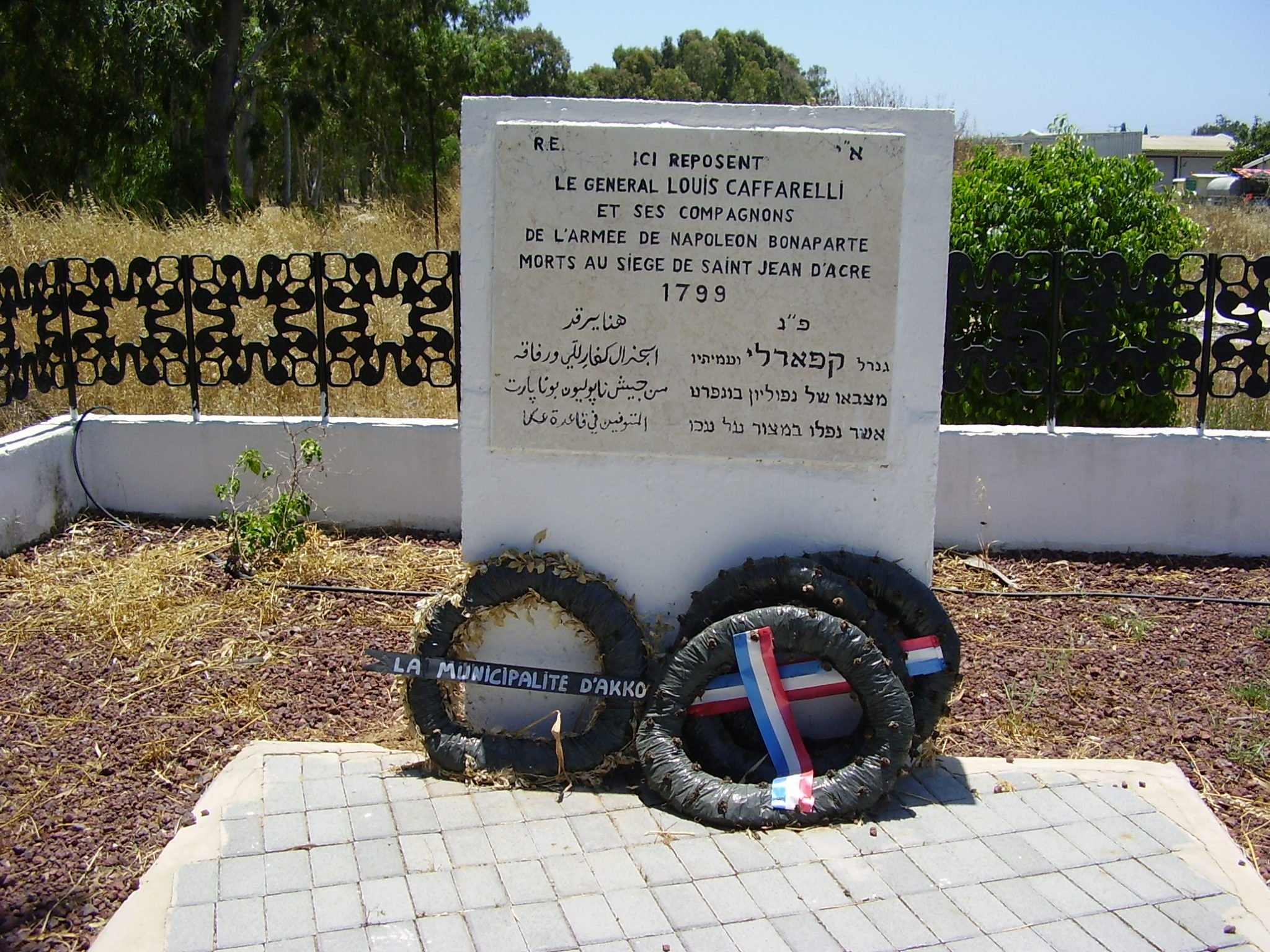
Grób generała Caffarelliego pod Akką.